# Asa Butterfield

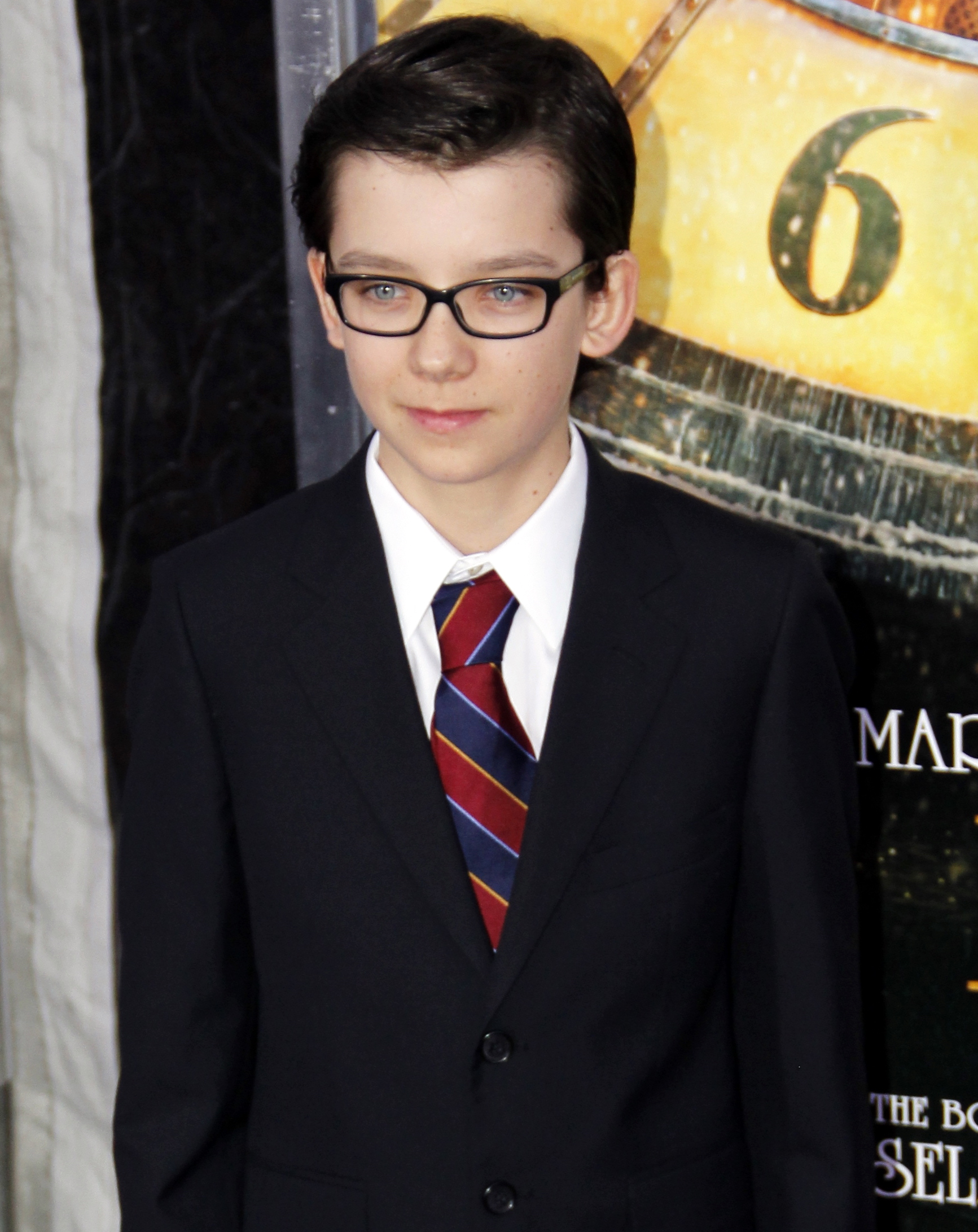
Asa Butterfield (2011)

Asa Bopp Farr Butterfield (ur. jako Asa Maxwell Thornton Farr Butterfield 1 kwietnia 1997 w Islington) – brytyjski aktor. Wystąpił m.in. w filmach Chłopiec w pasiastej piżamie, Sex Education oraz Hugo. Wcielił się również w tytułowego bohatera w ekranizacji powieści Orsona Scotta Carda Gra Endera i Jake’a Portmana w filmie Tima Burtona Osobliwy dom pani Peregrine.

## Filmografia
- 2006: Tomek i ja (After Thomas) jako Andrew
- 2007: Syn Rambow (Son of Rambow) jako chłopak z Brethren
- 2008: Chłopiec w pasiastej piżamie (The Boy in the Striped Pyjamas) jako Bruno
- 2008: Powstać z popiołów (Ashes to Ashes) jako Donny (gościnnie)
- 2008: Przygody Merlina (Merlin) jako Mordred (serial, 3 odc.; gościnnie)
- 2010: Wilkołak (The Wolfman) jako młody Ben Talbot
- 2010: Niania i wielkie bum (Nanny McPhee and the Big Bang) jako Norman Green
- 2011: Hugo i jego wynalazek (Hugo) jako Hugo Cabret
- 2013: Gra Endera (Ender’s Game) jako Ender Wiggin
- 2014: X+Y jako Nathan
- 2015: Grzechy naszych ojców (Ten Thousands Saints) jako Jude
- 2016: Osobliwy dom pani Peregrine jako Jake Portman
- 2017: The House of Tomorrow jako Sebastien Prendergast
- 2017: Kres drogi (Journey's End) jako Raleigh
- 2017: Między nami kosmos (The Space Between Us) jako Gardner Elliot
- 2018: Rzeźnia (Slaughterhouse Rulez) jako Willoughby Blake
- 2018: Zakochany geniusz (Time Freak) jako Stillman
- 2018: Kiedy się pojawiłaś jako Calvin
- 2019: Chciwość (Greed) jako Finn McCreadie
- 2019: Sex Education jako Otis Milburn (serial)
- 2020: 50 States of Fright jako Brandon Boyd (serial)
- 2022: Flux Gourmet jako Billy Rubin
- 2022: Wybieraj albo umieraj jako Isaac